# Heimbach (Renania Settentrionale-Vestfalia)
Heimbach è una città tedesca di 4 262 abitanti, sita nel Land della Renania Settentrionale-Vestfalia.

## Geografia fisica
Heimbach sorge sulle sponde del fiume Rur, che attraversa tutto il circondario, ai piedi delle colline dell'Eifel. Il suo territorio ha un'estensione di 65 km².
Gran parte del territorio di Heimbach appartiene al Parco Nazionale dell'Eifel.

## Galleria d'immagini

Heimbach
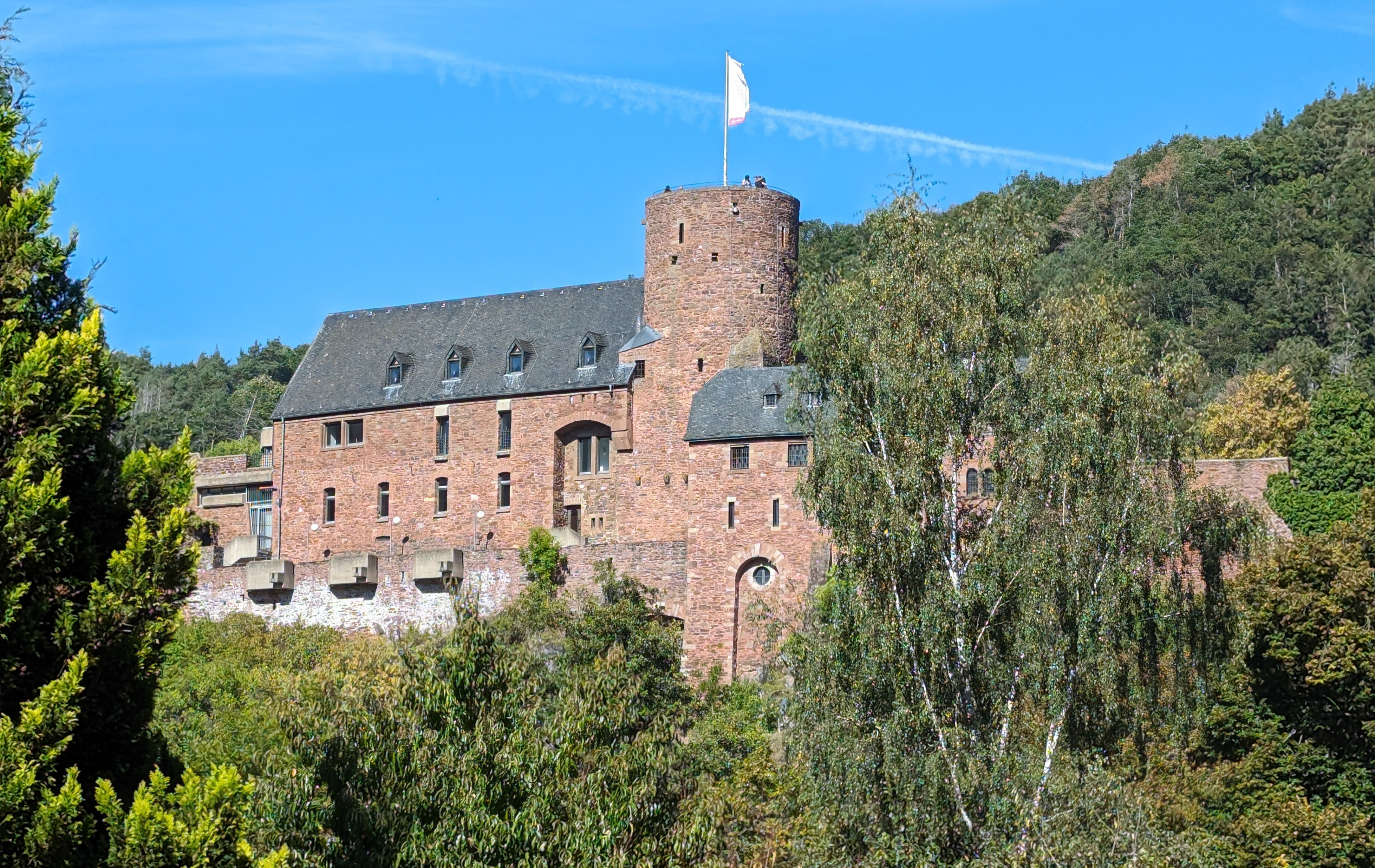
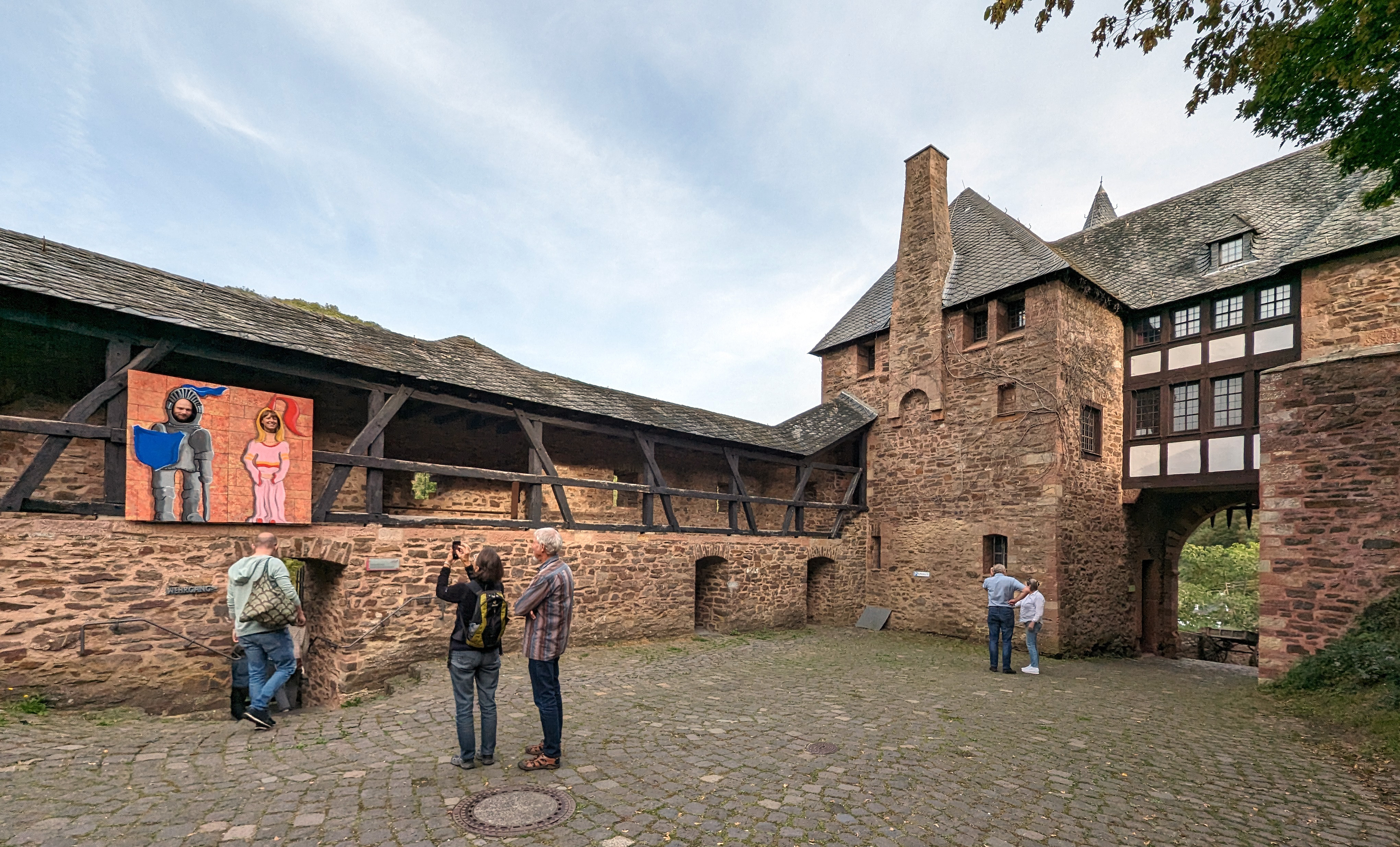
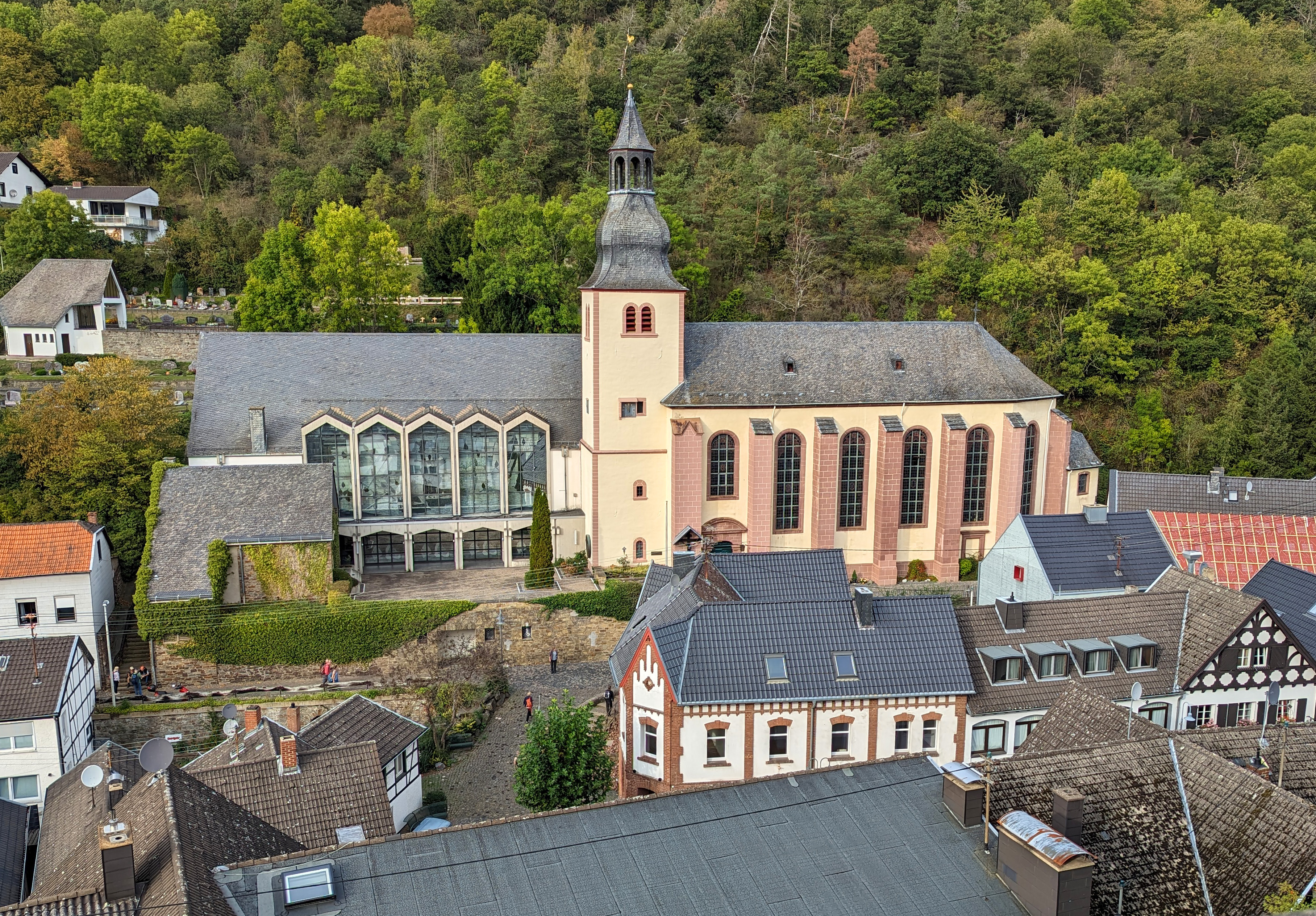
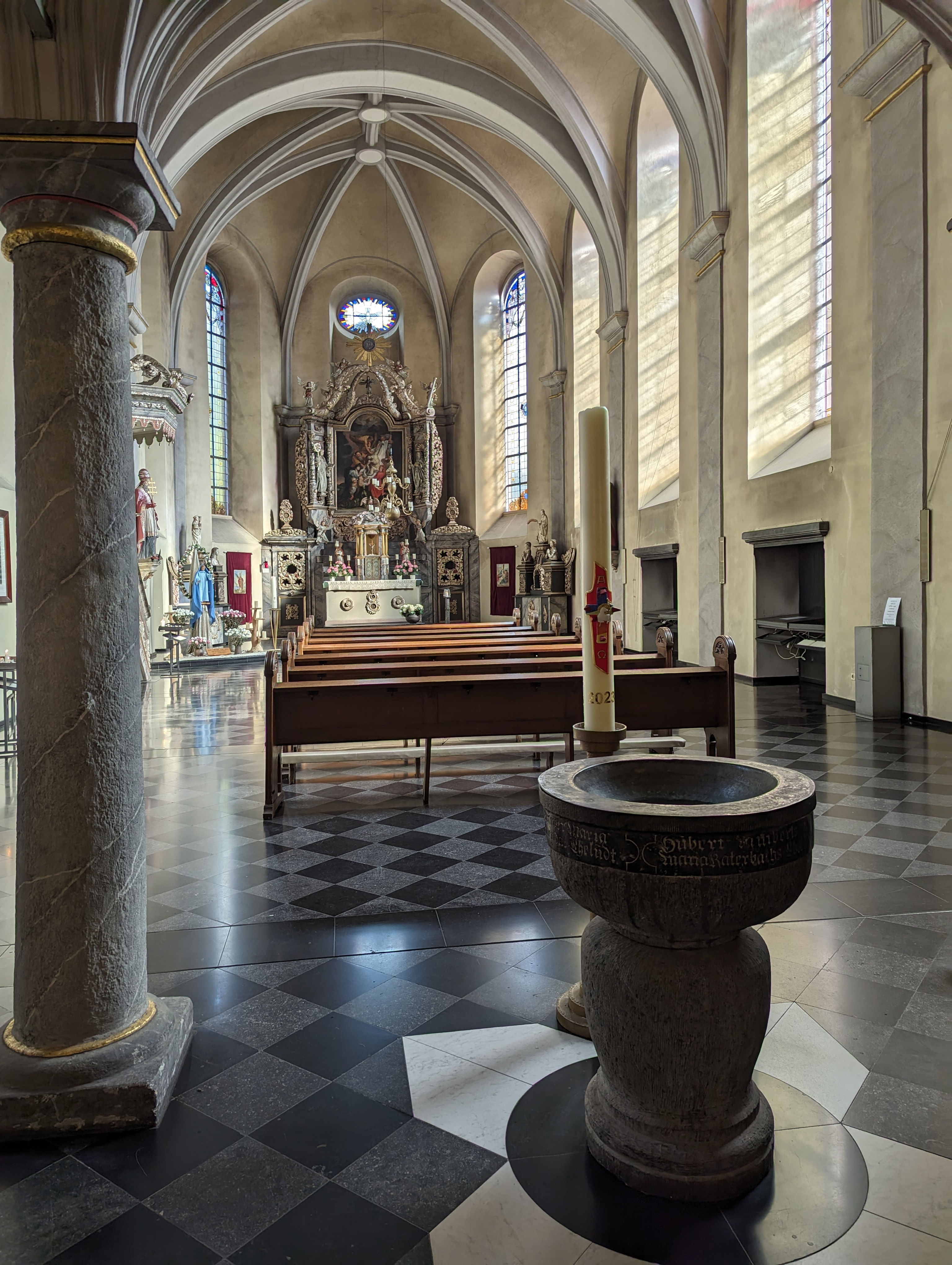
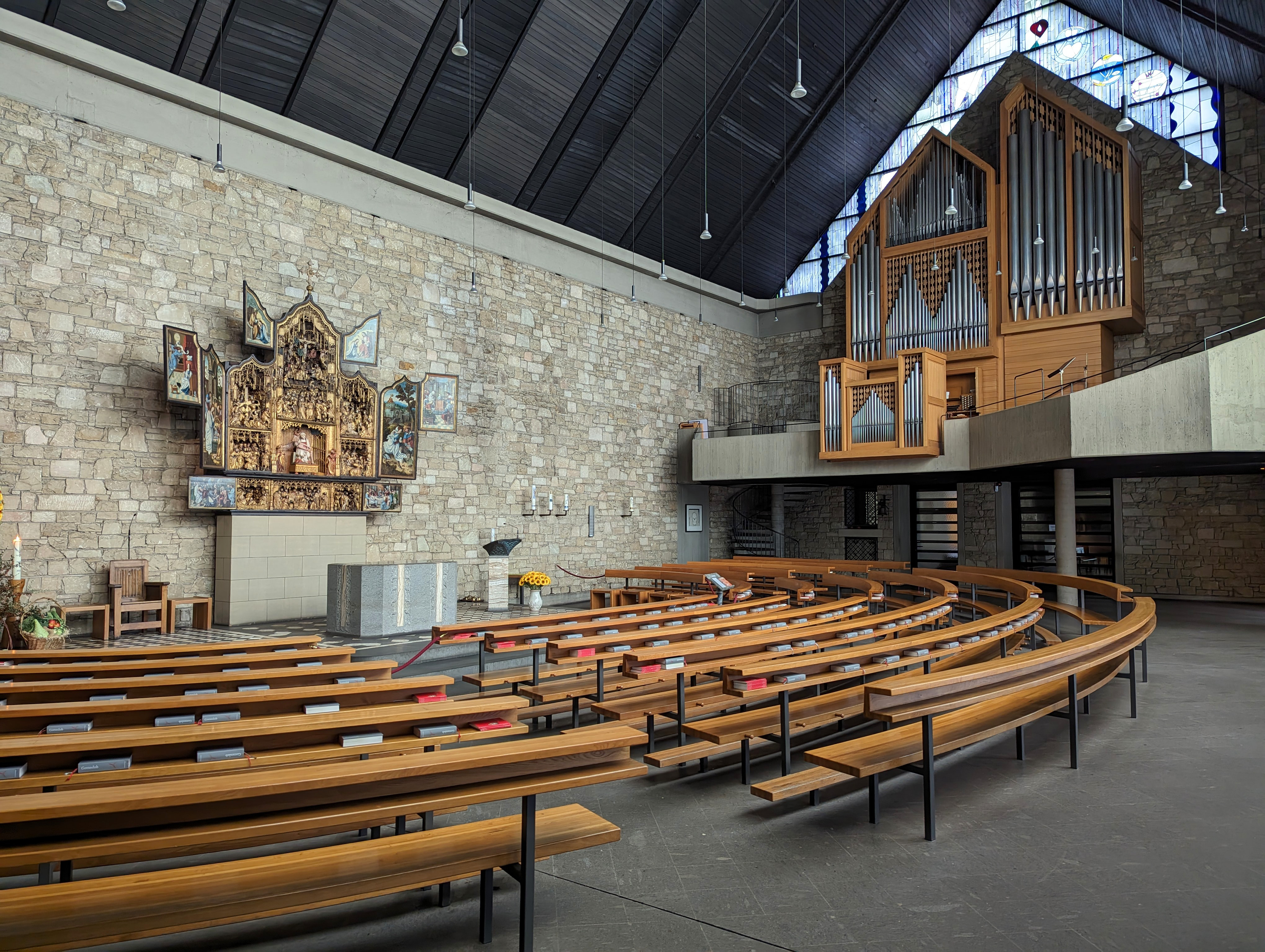
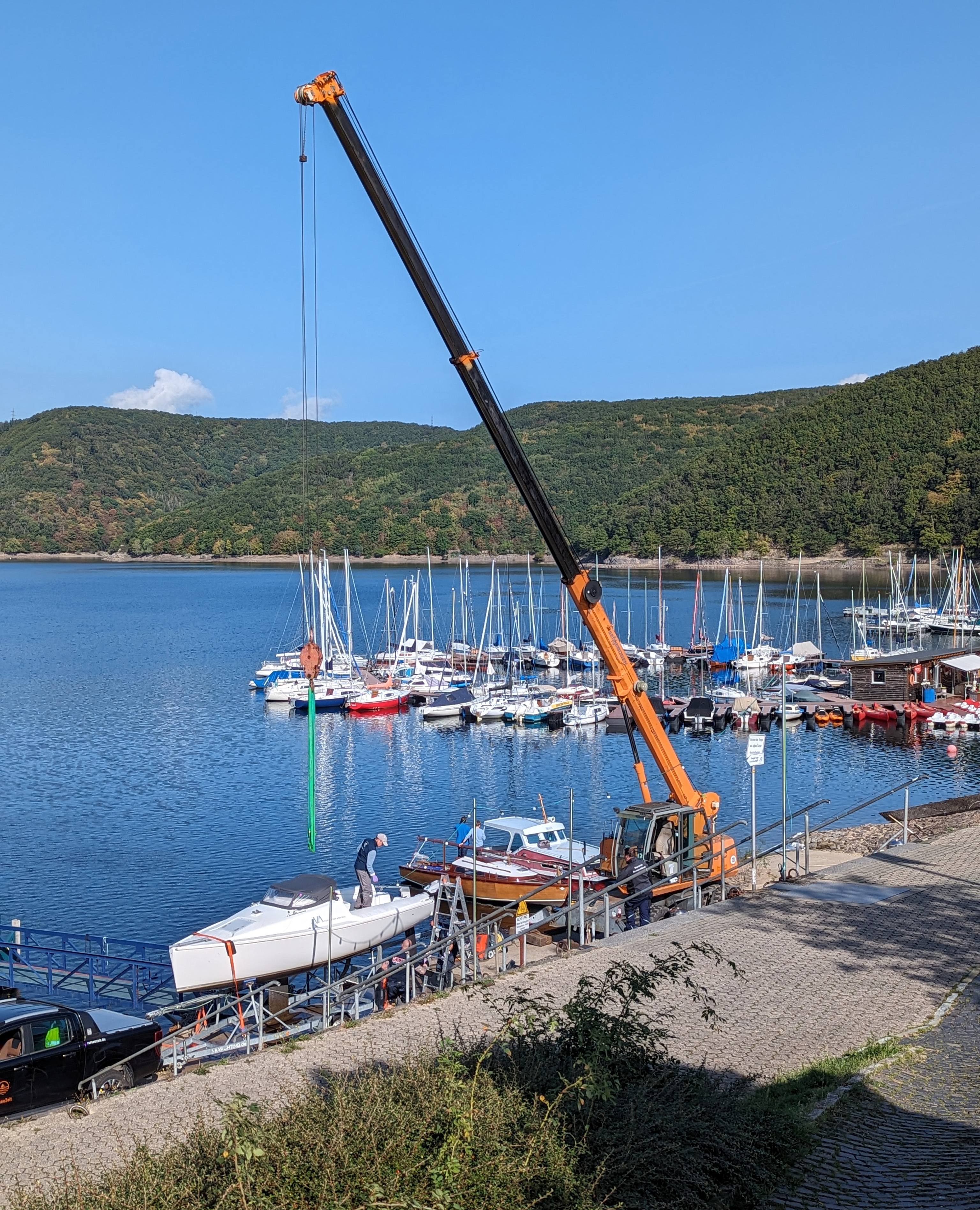
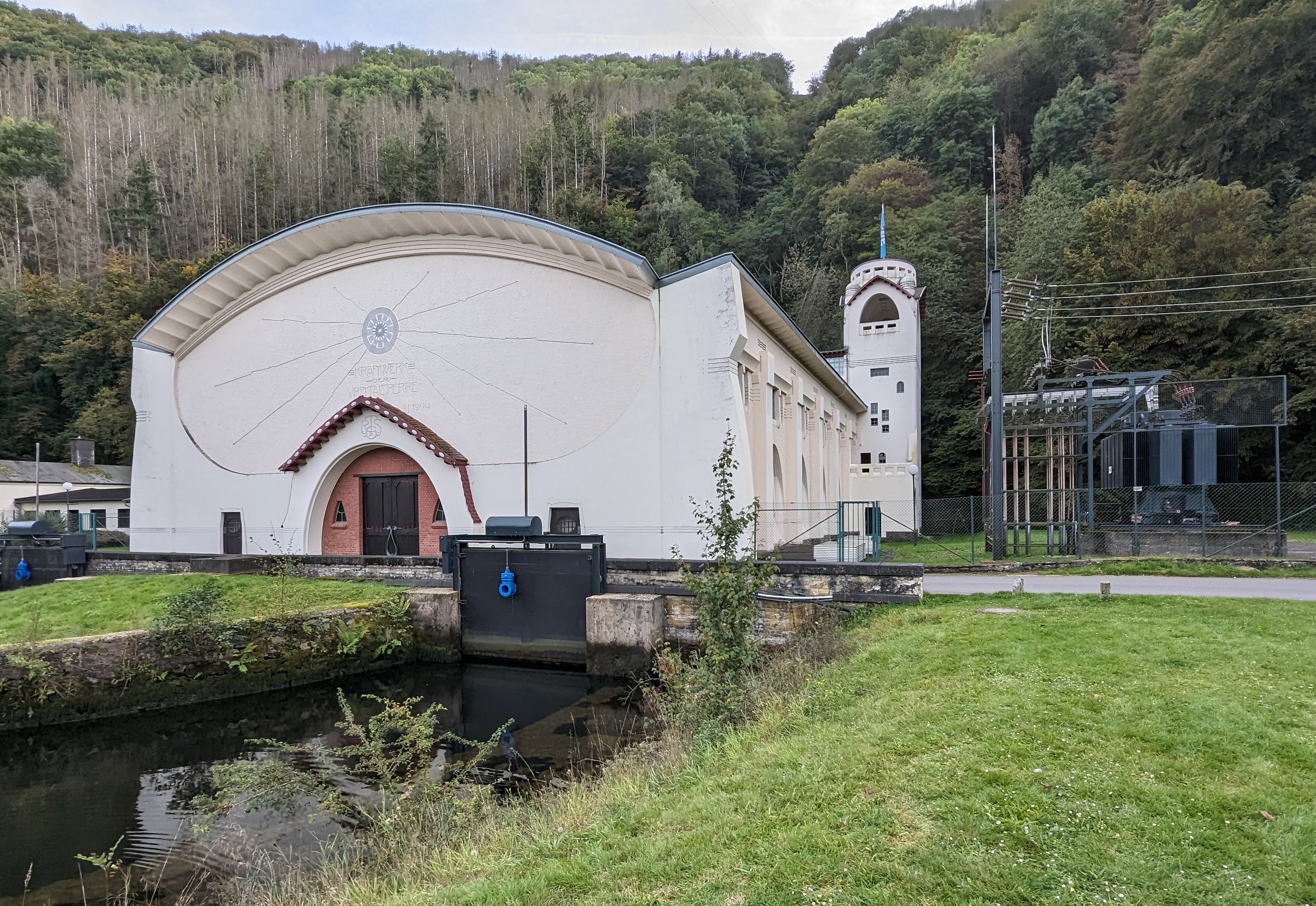
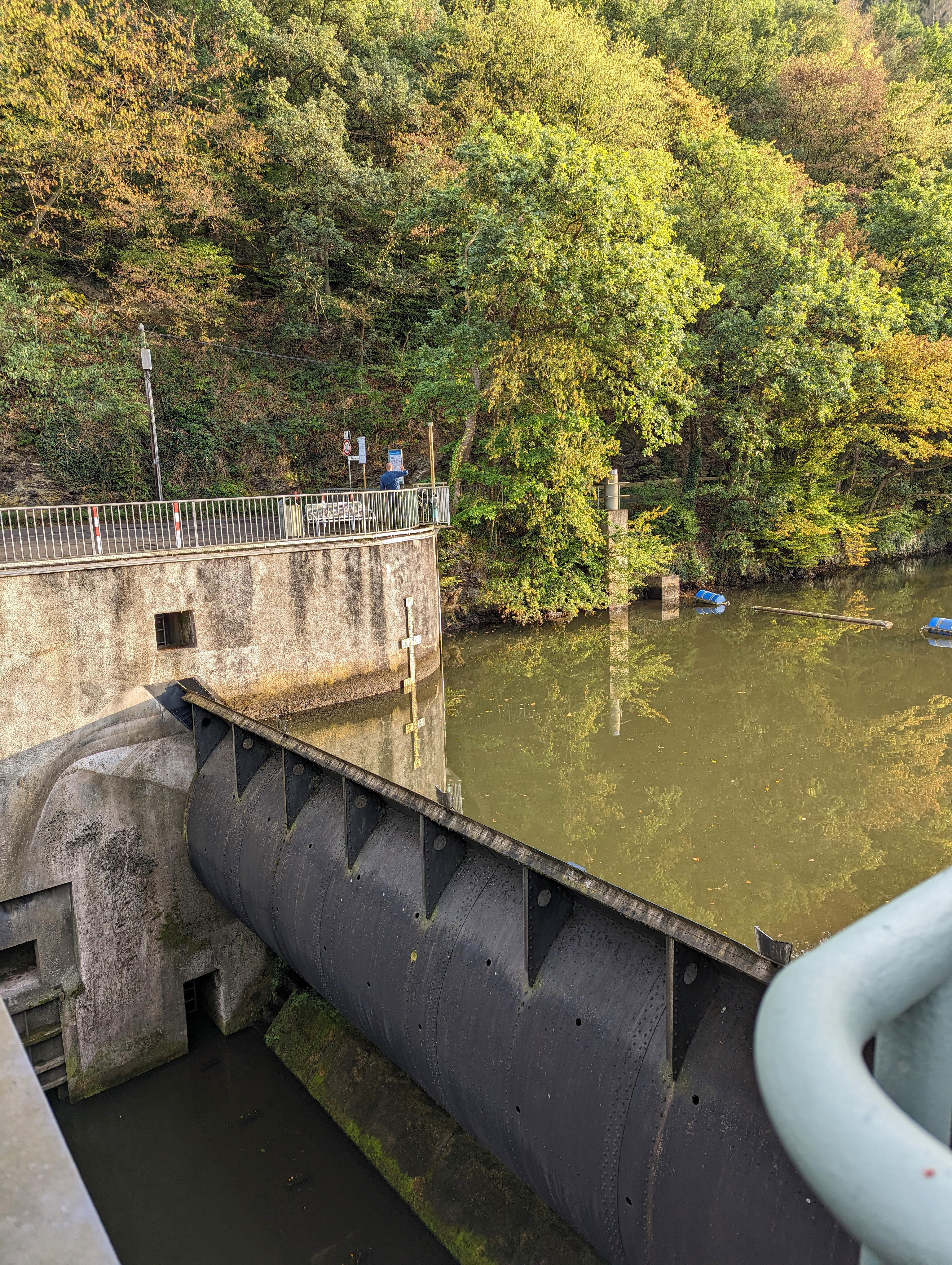
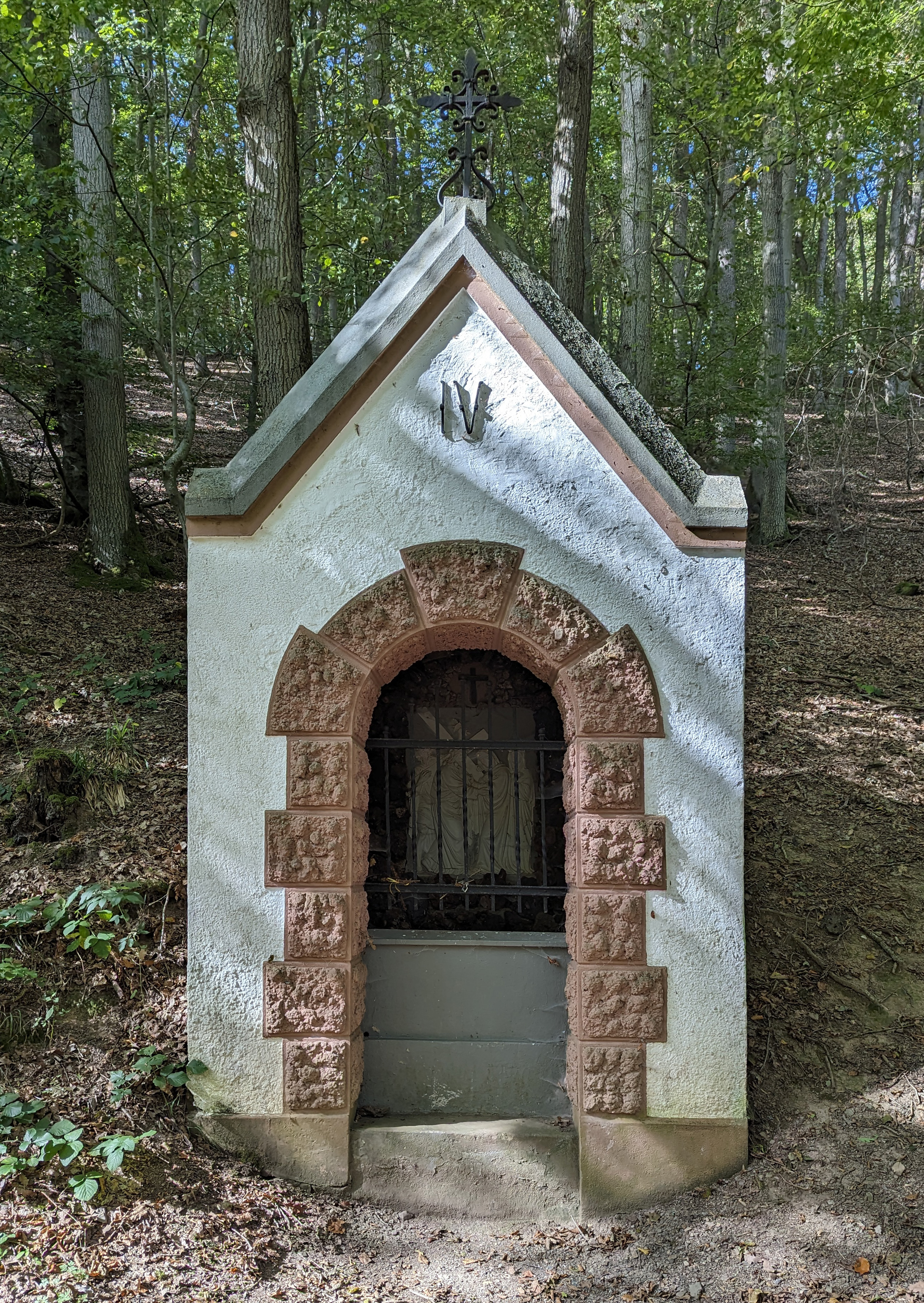
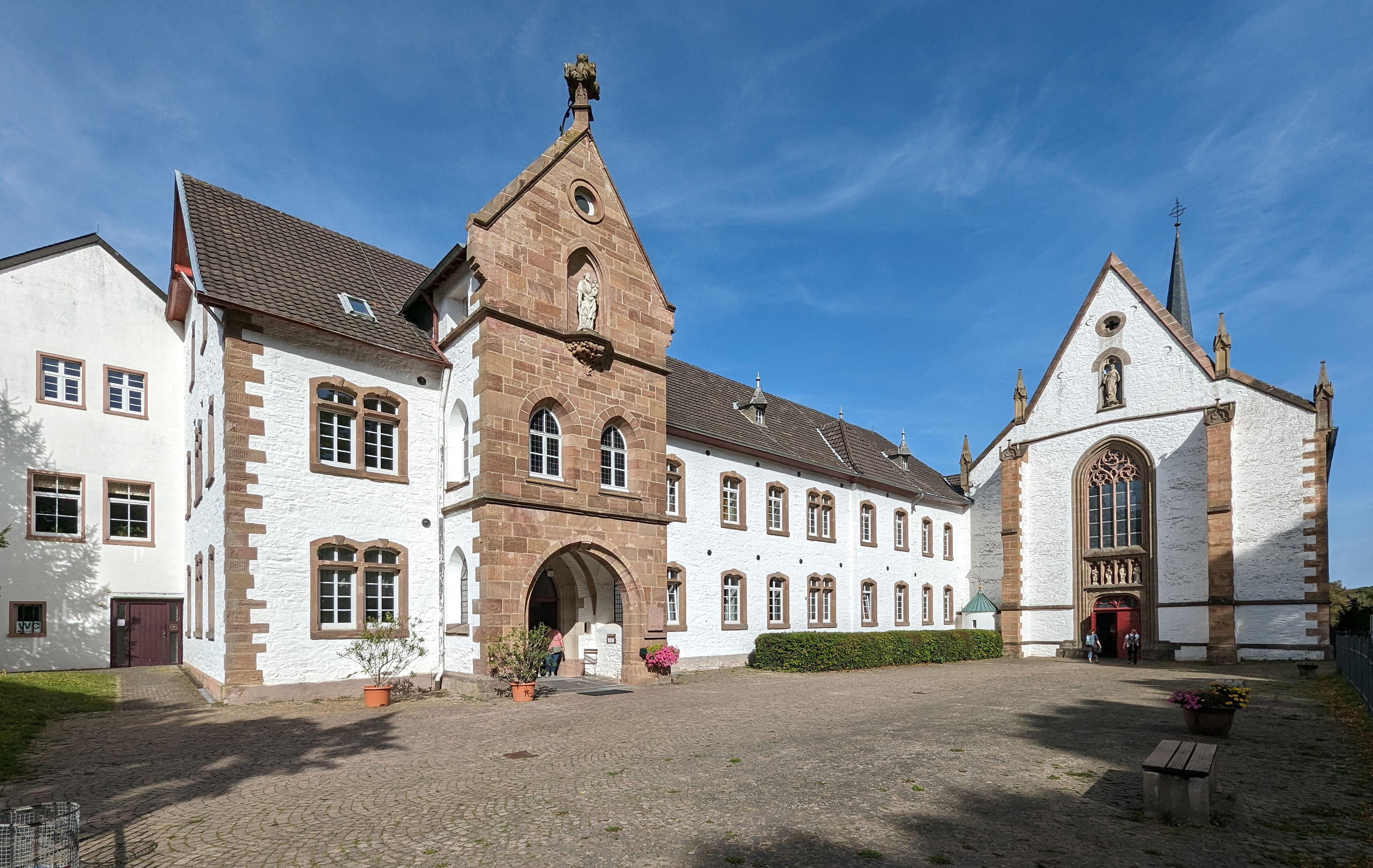